# Matthew Adams (giocatore di football americano)
Matthew Adams (Missouri City, 12 dicembre 1995) è un giocatore di football americano statunitense che milita nel ruolo di linebacker per i Cleveland Browns della National Football League (NFL). Fu scelto nel corso del 7º giro (221º assoluto) del Draft NFL 2018 dai Colts. Al college ha giocato a football a Houston.

## Carriera universitaria
Adams frequentò l'Università di Houston dal 2014 al 2017 e giocò per i Cougars. In quattro stagioni disputò 48 partite (26 da titolare), totalizzando 259 tackle totali (161 singoli), 21 placcaggi con perdita di yard, 7,5 sack, cinque fumble forzati e due recuperati, e tre passaggi deviati.

## Carriera professionistica

### Indianapolis Colts
Adams fu scelto nel corso del 7º giro (221º assoluto) del Draft NFL 2018 dagli Indianapolis Colts. Debuttò come professionista nella partita inaugurale della stagione contro i Cincinnati Bengals; il suo primo tackle in carriera arrivò nella partita del terzo turno contro i campioni in carica Philadelphia Eagles. Nell'ottavo turno contro gli Oakland Raiders, Adams recuperò il suo primo fumble da professionista. Chiuse la sua stagione da rookie con 16 presenze (di cui cinque da titolare), 33 placcaggi totali (23 solitari e 10 assistiti) e un fumble recuperato.

### Chicago Bears
Il 9 aprile 2022 Adams firmò un contratto di un anno con i Chicago Bears.

### Cleveland Browns
Il 21 marzo 2023 Adams firmò con i Cleveland Browns.

### New York Giants
Il 12 aprile 2024 Adams firmò con i New York Giants.